# Borsa d'Estocolm
L'edifici de la borsa, o Börshuset, situat en la ciutat vella d'Estocolm, Suècia, és un edifici que originalment va ser edificat, i encara és propietat, de l'Acadèmia Sueca. L'Acadèmia utilitza l'edifici en les seves reunions, tal com la que té lloc en ocasió de la selecció i anunci del nom dels guanyadors del Premi Nobel de Literatura. No obstant això, s'identifica popularment amb el nom de qui normalment fa ús de l'edifici : la borsa d'Estocolm. L'edifici també alberga el museu del Premi Nobel.